# Spominski znak Pristava 1991
Spominski znak Pristava 1991 je spominski znak Slovenske vojske, ki je namenjen pripadnikom TO RS in civilistom, ki so sodelovali pri spopadu v Pristavi leta 1991.

## Opis
Znak ima obliko ščita iz poznogotskega obdobja, je velik 35 mm in v najširšem delu širok 30 mm. Koavn je iz 2 mm debelega bakra, pozlačen in pobarvan v travnato zeleno barvo. V zgornjem delu znaka je 4 mm velik napis PRISTAVA. V osrednjem delu znaka so črn tank, kromovo zeleno drevo in grm. Ob tanku se vidi oranžna eksplozija. V spodnjem delu znaka je zapisan 3,5 mm velik datum 3. VII. 1991. Napisi na znaku, obrobe in črte med barvami so polirani in pozlačeni. Znak je prevlečen s prozornim poliestrskim emajlom. Na zadnji strani je priponka.

## Nadomestne oznake
Nadomestna oznaka je modre barve z zlatim lipovim listom, ki ga križa puška.

## Nosilci
- seznam nosilcev spominskega znaka Pristava 1991